# Каролюс-Дюран
Шарль Эмиль Огюст Дюран, более известный как Каролюс-Дюран (фр. Charles Emile Auguste Durant, Carolus-Duran; 4 июля 1838, Лилль — 18 февраля 1917, Париж) — французский живописец, представитель парижского академизма, тесть Жоржа Фейдо.

## Жизнь и творчество
Шарль Дюран начал учиться живописи в родном городе, Лилле; здесь же получает городскую стипендию, на которую затем в течение двух лет живёт и учится в Париже (в Академии Сюиса). В Париже принял псевдоним Каролюс-Дюран, которым и подписывал свои работы до конца жизни. В первое время обучения Каролус-Дюран копирует картины Лувра, в особенности Леонардо да Винчи; параллельно с этим начинает писать оригинальные полотна.
В 1860 году молодой художник получает премию на конкурсе Викар. В 1861 году он уезжает на учёбу в Италию, живёт в Риме, Венеции, на несколько недель задерживается в Помпеях, а в 1866 году возвращается в Париж. За период с 1861 по 1866 год Каролюс-Дюран создал немало полотен, запечатлев сценки из итальянской повседневной жизни.
В 1866 году большим успехом художника стало его полотно «Убийца», купленное городом Лиллем. За эту картину Каролюс-Дюран получил столько денег, что осуществил в 1867—1868 годах учебную поездку в Испанию, во время которой он особо интересуется творчеством Диего Веласкеса. После возвращения во Францию Каролюс-Дюран женится на художнице Полине-Марии Круазет, открывает большое художественное ателье и набирает учеников. С конца 60-х годов XIX столетия художник становится признанным портретистом, одним из самых популярных и ценимых в Париже. В своих работах он не льстит заказчику, следит не за элегантностью позы, а за соответствием человеческой натуре. В 1869 году завязывается дружба между Каролюсом-Дюраном и художниками Эдуардом Мане, Закари Астрюком и Эдуаром Сэном.
Примерно с 1875 года художник обращается к исторической и жанровой живописи, для чего изучает творчество Питера Пауля Рубенса и Паоло Веронезе. Получает и осуществляет государственные заказы, например, выполняет потолочную живопись в залах Лувра «Триумф Марии Медичи» (1878). В 1879 году художник получает Почётную медаль Парижского Салона. В 1890 году, совместно со своей женой и ещё несколькими художниками, создаёт «Национальное общество изобразительных искусств». В 1904 году Каролюсу-Дюрану присваивается звание Великого офицера ордена Почётного легиона. В 1905 его избирают директором Французской академии в Риме.